# Обеліск (біологія)
Обеліск (англ. obelisk) — це «віроїдоподібний елемент», вперше описаний у препринті від січня 2024 року, автори якого стверджують, що «обеліски утворюють власну окрему філогенетичну групу», оскільки їхня РНК послідовність, виявлена за допомогою комп'ютерної метатранскриптоміка, не є гомологічною генетичному коду будь-якої іншої форми життя.
Оскільки їхні зв'язки з іншими організмами невідомі, обеліски є прикладом incertae sedis.

## Поширення і патологія
Обеліски виявляли у зразках людського калу та у зразках Streptococcus sanguinis, різновиду бактерій, взятих із рота людини. У деяких людей обеліски могли перебувати понад 300 днів. Первинне дослідження показало наявність обелісків приблизно в 7 % зразків випорожнень і приблизно в 50 % зразків слини людей, які проживають на всіх континентах.
Вплив обелісків на здоров'я людини, якщо такий є, ще належить визначити, як і питання про їхні життєві цикли та фактори, від яких залежить їхня реплікація.

## Генетика і біохімія
Серед особливостей обелісків є кільцеві РНК із приблизно 1000 парами основ, паличкоподібні вторинні структури, які охоплюють весь геном. На відміну від віроїдів, їхній РНК транслюється в білки, з умовною назвою «обліни». Два білки, зазначені в препринті, отримали назви Облін-1 і Облін-2.
Перші структурні передбачення свідчать про те, що Облін-1 може зв'язувати іони металів і, таким чином, може залучатися до сигнальної системи клітин. Облін-2 має ділянку зв'язування, типову для білкових комплексів; таким чином, Облін-2 може зв'язуватися з ферментами клітин-господарів.

## Виноски
1. ↑  Ксенія Коваленко (29.01.2024). На Землі знайдено новий клас життя: він живе всередині людей. Процитовано 04.02.2024.
2. 1 2 3 4 5  Zheludev I. N., Edgar R. C., Lopez-Galiano M. J. et al. Viroid-like colonists of human microbiomes // bioRxiv.org : the preprint server for biology — Cold Spring Harbor: CSHL, 2024. — doi:10.1101/2024.01.20.576352
3. 1 2 3  Sidik, Saima (29 січня 2024). 'Wildly weird' RNA bits discovered infesting the microbes in our guts. Nature. doi:10.1038/d41586-024-00266-7. PMID 38291328. Архів оригіналу за 30 січня 2024. Процитовано 31 січня 2024.
4. ↑  Pennisi, Elizabeth (26 січня 2024). 'It's insane': New viruslike entities found in human gut microbes. doi:10.1126/science.znxt3dk. Архів оригіналу за 30 січня 2024. Процитовано 31 січня 2024.
5. ↑  Koumoundouros, Tessa (29 січня 2024). 'Obelisks': Entirely New Class of Life Has Been Found in The Human Digestive System. ScienceAlert. Архів оригіналу за 29 січня 2024. Процитовано 29 січня 2024.